# Dacca
Dhaka (cu vechea ortografiere Dacca; în limba bangali, ঢাকা) este capitala Republicii Populare Bangladesh, centrul administrativ, economic și cultural al acestui stat cunoscut cândva ca Pakistanul de Est.  Dacca este un oraș situat în aproprierea fluviului Gange. Are circa 11.000.000 de locuitori, inclusiv suburbiile. Vechi centru meșteșugăresc textil, acum Dacca adăpostește diverse industrii: a hârtiei, a sticlei, alimentară, de postavuri (muselinuri). De asemenea este un important nod de comunicații.
1. ↑  Guinness World Records 2019[*], p. 163 Verificați valoarea |titlelink= (ajutor)
2. ↑  Population and Housing Census 2011 - Volume 3: Urban Area Report (PDF), Bangladesh Bureau of Statistics, 2014